# Sametinsaari
Sametinsaari är en ö i Finland. Den ligger i vattendraget Matkusjoki och i kommunen Sonkajärvi i den ekonomiska regionen  Övre Savolax ekonomiska region  och landskapet Norra Savolax, i den centrala delen av landet, 400 km norr om huvudstaden Helsingfors. Öns area är 0,8 hektar och dess största längd är 170 meter i öst-västlig riktning.